# Eustathe de Mtskheta
Pour les articles homonymes, voir Eustathe.
Eustathe de Mtskheta († 589) (ou Eusthatius), est un saint des Églises chrétiennes du VIe siècle.
Il est célébré le 29 juillet,.

## Histoire et tradition
Né sous le nom de Gvirobandak dans une famille de mages d'origine persane, il s'installe dans la région du Kartli, en Géorgie de l'est, plus précisément dans l'actuel Mtskheta-Mtianeti.
Eustathe s'établit à Mtskheta, capitale de l'ancien royaume d'Ibérie, à l'âge de 30 ans. Admiratif de la foi chrétienne, il y est baptisé et épouse une femme chrétienne.
Eustathe est dénoncé, par instigation de ses congénères, pour avoir refusé de participer à une fête païenne. Il est amené avec sept compatriotes à Tiflis.
Il refuse de renier sa nouvelle religion ; il est alors torturé puis jeté en prison. Libéré après six mois, il est à nouveau dénoncé et renvoyé en prison. Lors de son procès, il prononça un discours solennel en faveur de la foi chrétienne, dans lequel il énonce notamment : « la foi chrétienne est supérieure à toutes les autres fois et aucune autre foi ne peut égaler la foi des chrétiens ». Il est alors torturé et décapité en 589.

## Culte
Ses reliques, qui se trouvent dans la cathédrale patriarcale de Mtskheta, auraient fait de nombreux miracles.